# زله (لیبی)
زله (به عربی: زلة) یک منطقهٔ مسکونی در لیبی است که در استان جفره واقع شده‌است. زله ۶۸۹ متر بالاتر از سطح دریا واقع شده‌است.